# 喜山𫛭
喜山𫛭（学名：Buteo refectus）也称喜马拉雅𫛭，一种分布于亚洲喜马拉雅山地区的大中型猛禽，原为普通𫛭（Buteo buteo）的一个亚种（Buteo buteo burmanicus），普通鵟分为欧亚鵟（Buteo buteo）和東方鵟（也称普通鵟、日本鵟，Buteo japonicus），又划为東方鵟的亚种（Buteo japonicus refectus）。现一般视为独立物种。
喜山鵟体重约759.1克，翼长约346毫米，嘴峰长约33.4毫米，喙宽度约11.8毫米，喙厚度约16.1毫米，跗蹠长约64.9毫米，尾长约173.3毫米。喜山鵟是部分迁徙的鸟类，其栖息在开放的草原环境中，食性为肉食性，主要食物来源是陆生脊椎动物。

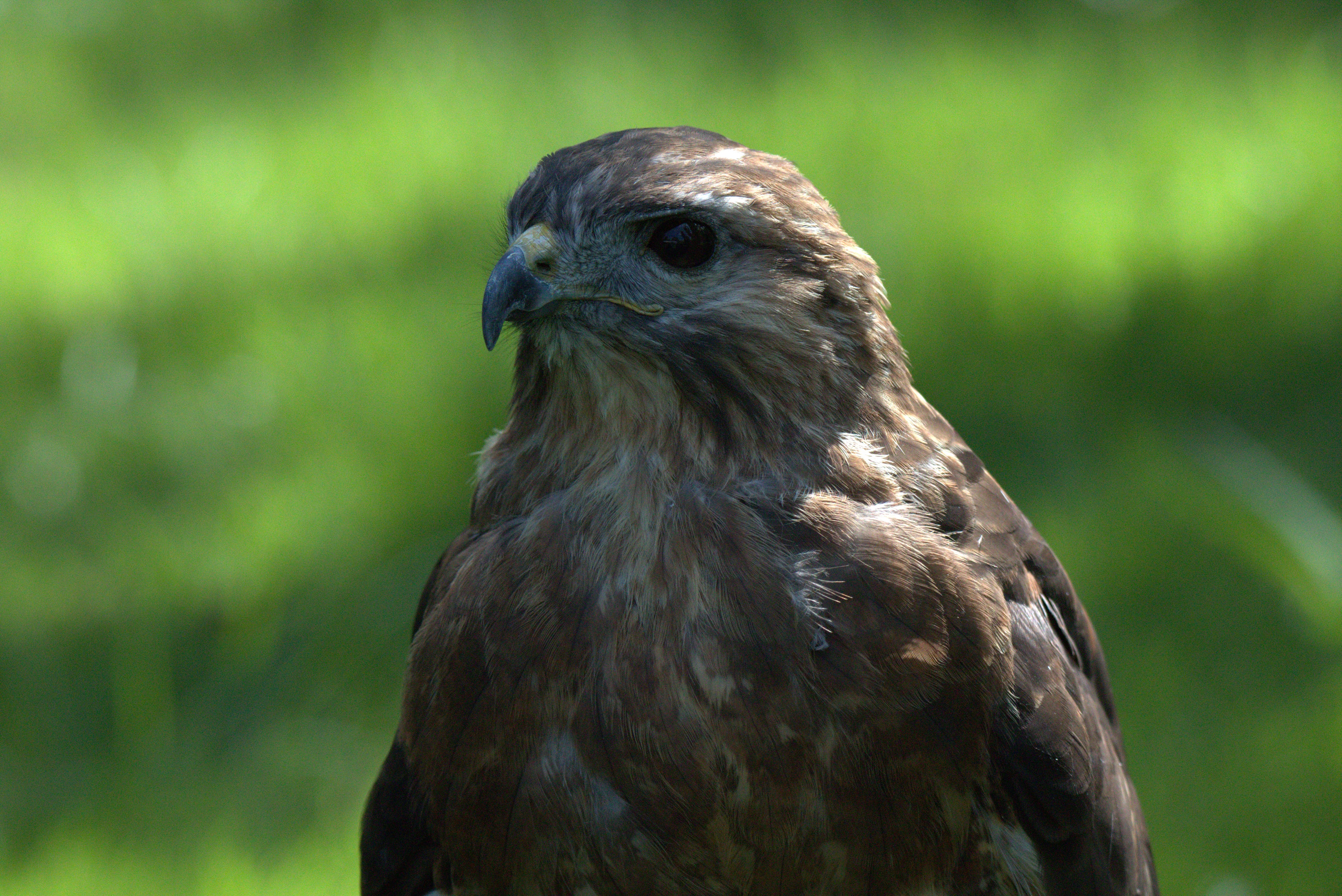
喜山鵟 Buteo refectus (DFRC 大理市鷹匠教育暨猛禽保護中心)

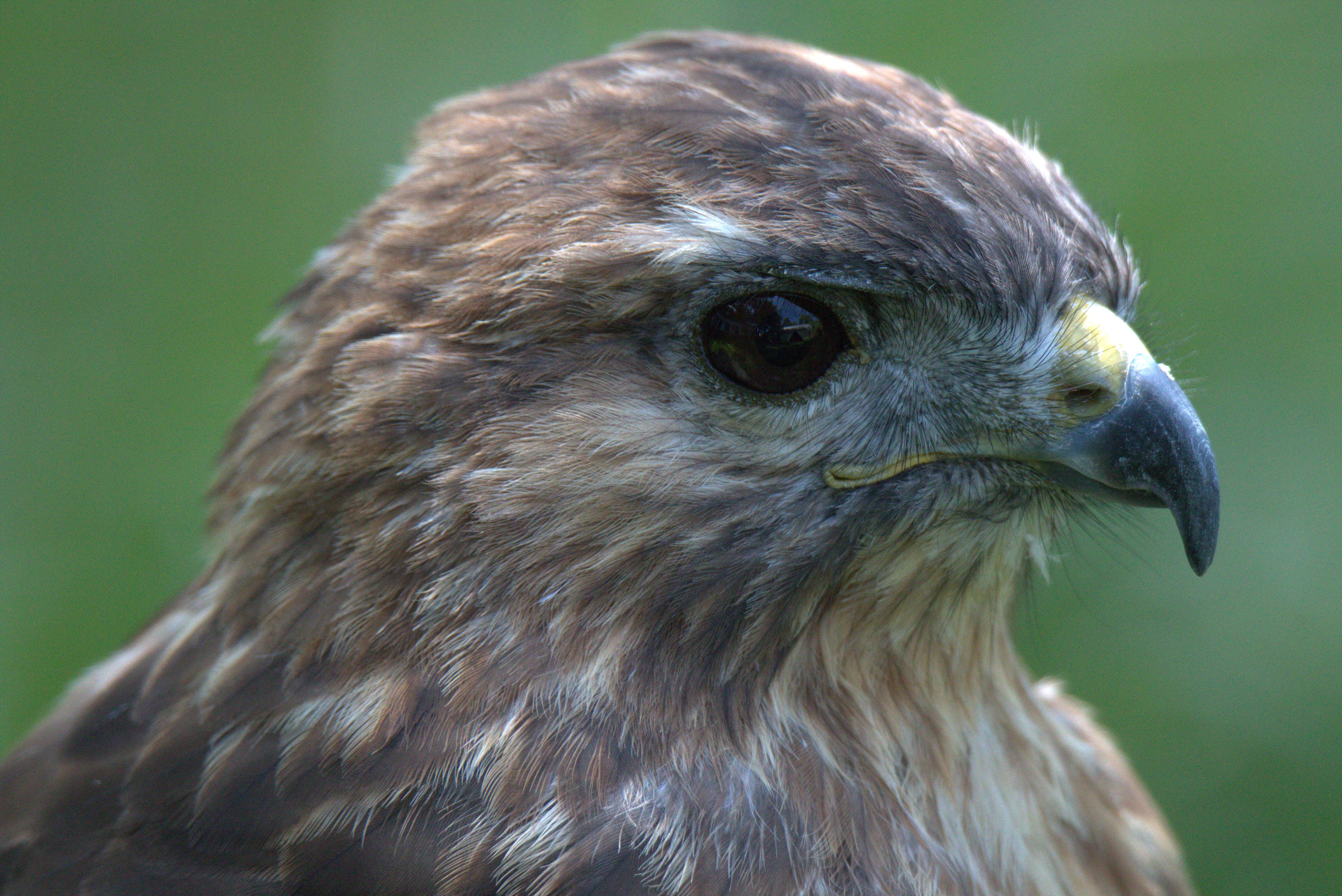
喜山鵟 Buteo refectus (DFRC 大理市鷹匠教育暨猛禽保護中心)

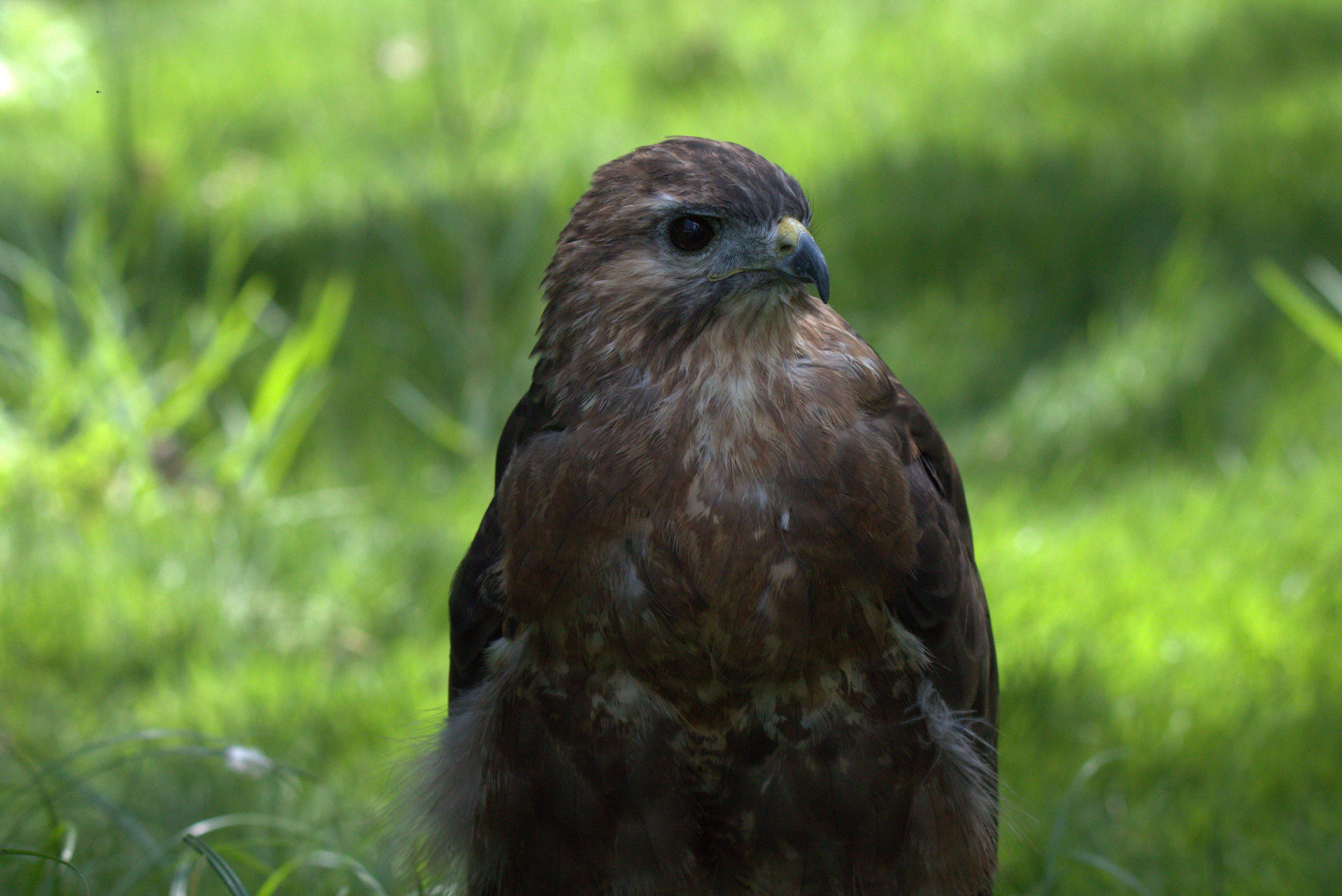
喜山鵟 Buteo refectus (DFRC 大理市鷹匠教育暨猛禽保護中心)

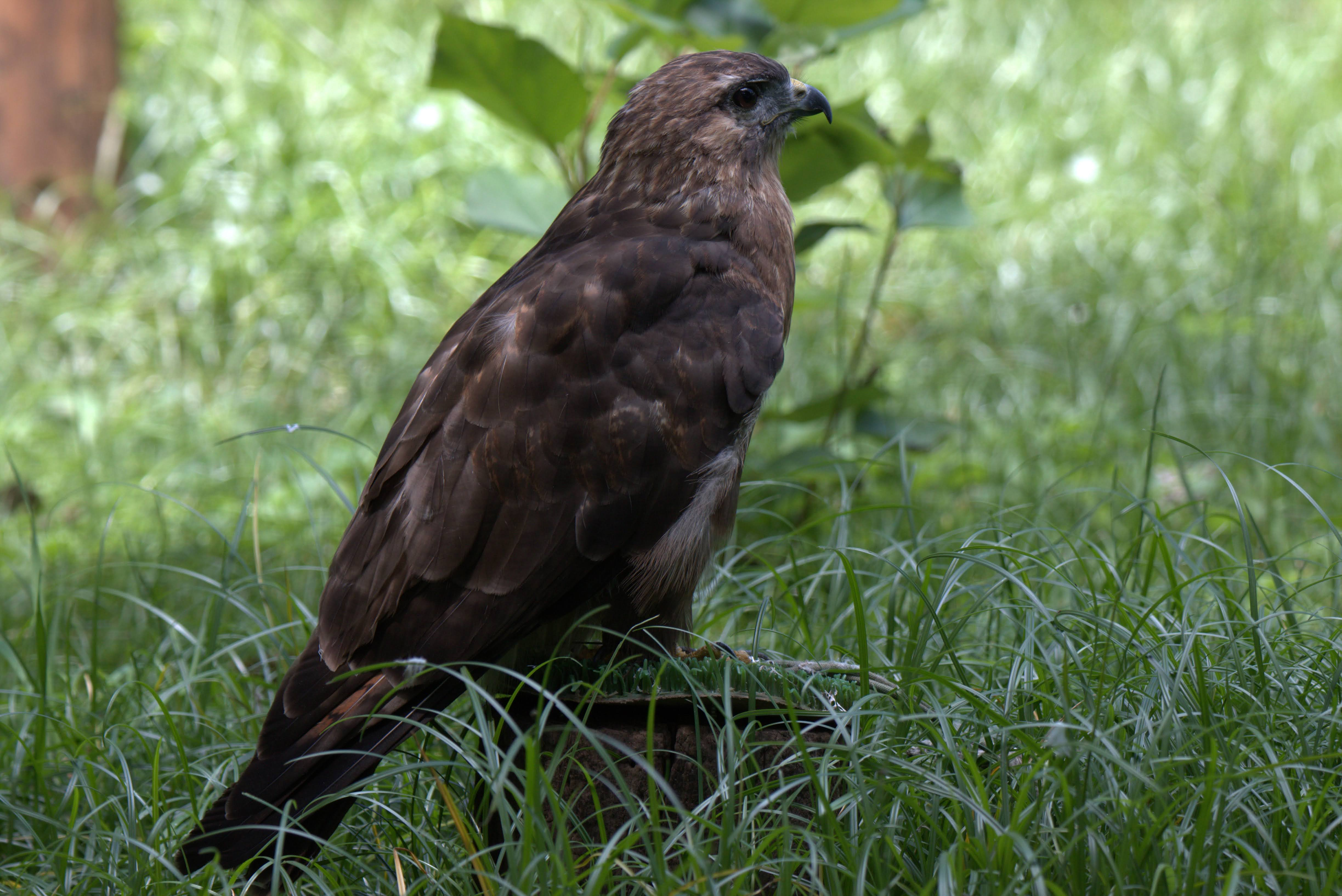
喜山鵟 Buteo refectus (DFRC 大理市鷹匠教育暨猛禽保護中心)